# مصوع
مصوع (به عربی: مصوع) یک شهر در اریتره است که در منطقه دریای سرخ شمالی واقع شده‌است.

## خصوصیات
مصوع ۴۷۷ کیلومترمربع مساحت و ۵۳٬۰۹۰ نفر جمعیت دارد و ۶ متر بالاتر از سطح دریا واقع شده‌است.

## خواهرخوانده
شهر استاوانگر خواهرخواندهٔ مصوع هست.